# Жиздан, Александр Ефимович
Александр Ефимович Жиздан (рум. Alexandru Jizdan; род. 13 июня 1975, Geamăna, Новоаненский район, Молдавская ССР, СССР) — молдавский политик, работник полиции. Министр внутренних дел Республики Молдова с 20 января 2016 по 8 июня 2019 года в правительствах Павла Филипа. Депутат парламента Республики Молдова с 9 марта 2019 по 11 июля 2021 года от ДПМ.
После апрельских беспорядков 2009 года, был награждён министром внутренних дел Республики Молдова Георгием Папуком за отличное исполнение служебных приказов..

## Образование
Александр Жиздан окончил Академию полиции «Штефан Чел Маре» в 1997 году. С 2007-2008 гг, получил постуниверситетское образование в Академии Публичного Управлении при Президенте Республики Молдова.

## Профессиональная деятельность

### Служба в структурах МВД, 1997 – 2014
- 1997 – 1999, Инспектор, Управление по борьбе с организованной преступностью и коррупцией ГИП, Кишинёв, Республика Молдова
- 1999 - 2002: Старший инспектор, Управление по борьбе с организованной преступностью и коррупцией ГИП, Кишинёв, Республика Молдова
- Ноябрь 2002 - декабрь 2002: Начальник управления, Управление по борьбе с организованной преступностью и коррупцией, Кишинёв, Республика Молдова
- 2002 - 2003: Начальник Службы, Главное управление полиции, Министерство внутренних дел ГИП, Кишинёв, Республика Молдова
- 2003 - 2005: Начальник отдела, Главное управление уголовной полиции, Министерство внутренних дел, Кишинёв, Республика, Молдова
- Август 2005 - декабрь 2005: Старший инспектор по особым делам, Главное управление судебной полиции, Министерство внутренних дел Республики Молдова
- 2005 - 2006: Начальник отдела, Главное управление криминальной полиции, Министерство внутренних дел, Кишинёв, Республика Молдова
- 2006 - 2007: Заместитель начальника Управления криминальной полиции, Департамент оперативной службы, Министерство внутренних дел, Кишинёв, Республика Молдова
- 2007 - 2008: Заместитель начальника Департамента оперативной службы, Министерство внутренних дел, Кишинёв, Республика Молдова
- 2008 - 2010: Начальник Департамента оперативной службы, Министерство внутренних дел, Кишинёв, Республика Молдова
- 2010 - 2014: Начальник оперативной службы, Главное управление Департамента полиции, Министерство внутренних дел, Кишинёв, Республика Молдова.[3]

### Служба информации и безопасности Республики Молдова
С 2015 по 2016 год, Aлександр Жиздан, занимал должность заместителя директора Службы информации и безопасности Республики Молдова.

### Министерство Внутренних Дел
С января 2016 года, Александр Жиздан вернулся в МВД, в должности Министра. В августе 2016 года, по предложению Премьера Павла Филипа, ему было присвоено звание генерала. Декрет по присвоению звания был подписан президентом Николаем Тимофти.
23 – 25 ноября 2016 года, делегация МВД Молдовы под руководством Министра Александра Жиздана совершила рабочий визит в Министерство внутренних дел Литвы. Цель визита состояла в укреплении партнерства и улучшении обмена информацией и хороших практик. В июле 2016 года, в Кишинёве, Александр Жиздан и его латвийский коллега, Томас Зилинскас, подписали договор о сотрудничестве и взаимной помощи в области предупреждения и реагирования на чрезвычайные ситуации, а также, служба гражданской защиты и чрезвычайных ситуаций получила в подарок 10 специализированных машин для чрезвычайных ситуаций.
В 12 апреля 2017 года, Министр Александр Жиздан провел встречу с делегацией Государства Катар и встретился с Послом Катара в Республики Молдова, Мухамед Бин Али Мухамед Ал-Малики. Встреча была направлена на укрепление сил в области борьбы с трансграничными преступлениями, анализу информации и борьбе с терроризмом, а также, перенимание опыта катарской стороны и передача новшества связанного с созданием Учебного Центра для агентств силовых структур Министерства Обороны, укрепление институционального потенциала для повышения уровня безопасности аэропорта и идентификация совместных проектов сотрудничества, которые смогли бы поспособствовать получению общих результатов.
5 января 2019 года, Александр Жиздан официально объявил о выдвижении своей кандидатуры для участия в следующих парламентских выборах 24 февраля 2019 года. В течение предвыборной кампании он был освобожден от выполнения обязанностей и полномочий министра МВД.
25 марта 2019 года, Министр Александр Жиздан, подписал договор о сотрудничестве с Александром Бордя, учредителем кампании Евенда, по проведению бесплатных учебных курсов по развитию институционального потенциала связи представителей МВД, а также, улучшения методов управления субординированных структур.

## Политическая деятельность
Александр Жиздан был избран депутатом в парламент от ДПМ в избирательном округе 34, города Новые Анены, на парламентских выборах, прошедших 24 февраля 2019 года. На последнем конгрессе ДПМ, проведённом 7 сентября 2019 года, он был избран генеральным секретарем партии.

## Личная жизнь
Александр Жиздан женат на Нелли Жиздан (Кроитору) и у него 3 сыновей: Бодган, Михай и Рэзван.